# Públio Autrônio Peto
Públio Autrônio Peto (em latim: Publius Autronius Paetus) foi um político da gente Autrônia na República Romana, famoso por ter se envolvido na Conspiração de Catilina no século I a.C.. Lúcio Autrônio Peto, cônsul em 33 a.C., era seu filho.

## História
Peto foi eleito cônsul em 66 a.C. (com mandato no ano seguinte) juntamente com Públio Cornélio Sula, mas, antes da posse, os dois foram acusados de suborno por Lúcio Aurélio Cota e Lúcio Mânlio Torquato. Eles foram considerados culpados e, além de perderem o mandato, os dois foram expulsos do Senado Romano. Segundo Salústio, Autrônio teria conspirado com Lúcio Sérgio Catilina na chamada Primeira Conspiração Catilinária para assassinar os dois novos cônsules, mas o complô fracassou depois de Catilina ter dado o sinal combinado antes que os conspiradores estivessem reunidos.
Depois do fracasso da Segunda Conspiração Catilinária, de cujas acusações seu velho amigo Cícero se recusou a defendê-lo (por acreditar que ele era culpado), Autrônio foi condenado e enviado ao exílio no Epiro. Quando o próprio Cícero foi exilado por seus atos depois da conspiração, ele escreveu que temia ser assassinado por Autrônio.